# Harper's Island
Harper's Island é uma série de televisão do gênero terror/suspense e slasher da produtora CBS. A série foi lançada em 9 de abril de 2009, e finalizou dia 11 de julho de 2009. Harper's Island teve apenas uma temporada com 13 episódios. Um ou mais personagens são mortos a cada episódio. Todas as questões foram respondidas em seu último episódio, o 13.º.
A série foi gravada em Vancouver, Canadá. Os atores e atrizes não revelaram as mortes de seus personagens em entrevistas pois só recebiam o script no dia da gravação.
A série foi transmitida nos Estados Unidos às terças-feiras nos três primeiros episódios, mas foi movida para os sábados. O 12.º episódio não foi transmitido em um sábado, por ter uma programação especial de feriado (4 de julho) neste dia, então, na semana seguinte, foram transmitidos os dois últimos episódios.
Os episódios da série passam, pela primeira vez, num canal canadense às quintas-feiras à noite e só depois passam na CBS, nos EUA.
A série estreou em Portugal no dia 1 de Julho de 2009 no canal FOX, com transmissão às quartas-feiras às 21:30 (horário de Lisboa), tendo a obra de ficção da CBS recebido o nome de "A Ilha". Com o mesmo nome a série estreou no canal aberto português TVI a 6 de Julho de 2009, sendo emitida às segundas-feiras cerca das 00:00.
No Brasil, a série foi transmitida a partir do dia 14 de setembro de 2009 no canal SBT às 21:15 (horário de Brasília). A série foi traduzida como "O Mistério da Ilha". O último episódio foi ao ar no dia 30 de setembro de 2009, sendo transmitido de segunda a sexta-feira, obtendo uma média de 7 a 10,5 pontos de audiência no IBOPE. No dia 07 de Fevereiro de 2010, o SBT reprisa o seriado, agora com exibição semanal, aos domingos, às 00h30, tomando lugar do seriado Californication. O SBT reprisou o seriado a partir do dia 13 de agosto de 2013, às 21h15. Depois foi substituída pela novela mexicana Rebelde no mesmo horário.

## Sinopse
Amigos e familiares passam uma semana na ilha de Harper, para o casamento de Henry e Trish. A história é contada pela melhor amiga do noivo, Abby Mills. Sete anos antes, um serial killer, John Wakefield matou seis pessoas, sendo uma delas a mãe de Abby. Mas agora, com a chegada dos convidados do casamento na ilha, alguém está seguindo as pegadas de Wakefield, matando os hóspedes, um por um. Apenas alguns irão sobreviver...

## Elenco

### Atores principais
- Elaine Cassidy é Abby Mills, uma boa garota, a melhor amiga do noivo;
- Christopher Gorham é Henry Dunn, o noivo;
- Katie Cassidy é Trish Wellington, a noiva;
- C.J. Thomason é Jimmy Mance, um pescador local;
- Matt Barr é Christopher "Sully" Sullivan, o melhor amigo de Henry;
- Cameron Richardson é Chloe Carter, uma das damas de honra da Trish;
- Adam Campbell é Cal Vandeusen, o renegado, o namorado de Chloe e médico;
- Gina Holden é Shea Allen, a dama de honra, irmã mais velha de Trish e a madrinha;

### Outros atores
- Callum Keith Rennie é John Wakefield, antigo assassino da ilha;
- Cassandra Sawtell é Madison Allen, a doce garotinha, filha de Shea e Richard;
- David Lewis é Richard Allen, o marido de Shea;
- Claudette Mink é Katherine Wellington, a madrasta, é madrasta de Shea e Trish;
- Richard Burgi é Thomas Wellington, o pai da noiva, magnata imobiliário e pai de Shea e Trish;
- Jim Beaver é Xerife Charlie Mills, o xerife na Harper's Island e pai de Abby;
- Dean Chekvala é J.D. Dunn, a ovelha negra, irmão de Henry;
- Brandon Jay McLaren é Danny Brooks, tem Henry como melhor amigo da faculdade;
- Ben Cotton é Shane Pierce, o cara da cidade, um pescador local que ninguém gosta;
- Amber Borycki é Beth Barrington, a moça simples, uma dama de honra e companheira de Trish no colégio;
- Sarah Smyth é Lucy Daramour, a socialite, uma dama e uma das amigas de infância de Trish;
- Chris Gauthier é Malcolm Ross, o traficante, é um dos padrinhos;
- Sean Rogerson é Joel Booth, o nerd, é um dos padrinhos;
- Ali Liebert é Nikki Bolton, amiga de Abby, que gere a fábrica de conservas;
- Anna Mae Routledge é Kelly Seaver, ex-namorada de Shane e melhor amiga de Nikki;
- Victor Webster é Hunter Jennings, ex-namorado de Trish;
- Harry Hamlin é Marty "Tio" Dunn, tio de Henry e J.D., pai substituto de Henry;
- Beverly Elliott é Maggie Krell, a gerente da Pousada Candlewick;
- Dean Wray é Cole Harkin, ex-deputado do xerife;

## Mortes
| Personagens     | Ep. 1 | Ep. 2 | Ep. 3 | Ep. 4 | Ep. 5 | Ep. 6 | Ep. 7 | Ep. 8 | Ep. 9 | Ep. 10 | Ep. 11 | Ep. 12 | Ep. 13 |
| --------------- | ----- | ----- | ----- | ----- | ----- | ----- | ----- | ----- | ----- | ------ | ------ | ------ | ------ |
| Abby            |       |       |       |       |       |       |       |       |       |        |        |        |        |
| Jimmy           |       |       |       |       |       |       |       |       |       |        |        |        |        |
| Madison         |       |       |       |       |       |       |       |       |       |        |        |        |        |
| Shea            |       |       |       |       |       |       |       |       |       |        |        |        |        |
| Henry           |       |       |       |       |       |       |       |       |       |        |        |        |        |
| Wakefield       |       |       |       |       |       |       |       |       |       |        |        |        |        |
| Sully           |       |       |       |       |       |       |       |       |       |        |        |        |        |
| Trish           |       |       |       |       |       |       |       |       |       |        |        |        |        |
| Danny           |       |       |       |       |       |       |       |       |       |        |        |        |        |
| Chloe           |       |       |       |       |       |       |       |       |       |        |        |        |        |
| Cal             |       |       |       |       |       |       |       |       |       |        |        |        |        |
| Deputy Lillis   |       |       |       |       |       |       |       |       |       |        |        |        |        |
| Shane           |       |       |       |       |       |       |       |       |       |        |        |        |        |
| Nikki           |       |       |       |       |       |       |       |       |       |        |        |        |        |
| Sheriff Mills   |       |       |       |       |       |       |       |       |       |        |        |        |        |
| Maggie          |       |       |       |       |       |       |       |       |       |        |        |        |        |
| Officer Coulter |       |       |       |       |       |       |       |       |       |        |        |        |        |
| Officer Riggens |       |       |       |       |       |       |       |       |       |        |        |        |        |
| Katherine       |       |       |       |       |       |       |       |       |       |        |        |        |        |
| Beth            |       |       |       |       |       |       |       |       |       |        |        |        |        |
| J.D.            |       |       |       |       |       |       |       |       |       |        |        |        |        |
| Cole Harkin     |       |       |       |       |       |       |       |       |       |        |        |        |        |
| Deputy Garrett  |       |       |       |       |       |       |       |       |       |        |        |        |        |
| Malcolm         |       |       |       |       |       |       |       |       |       |        |        |        |        |
| Richard         |       |       |       |       |       |       |       |       |       |        |        |        |        |
| Thomas          |       |       |       |       |       |       |       |       |       |        |        |        |        |
| Booth           |       |       |       |       |       |       |       |       |       |        |        |        |        |
| Hunter          |       |       |       |       |       |       |       |       |       |        |        |        |        |
| Lucy            |       |       |       |       |       |       |       |       |       |        |        |        |        |
| Kelly           |       |       |       |       |       |       |       |       |       |        |        |        |        |
| Reverend Fain   |       |       |       |       |       |       |       |       |       |        |        |        |        |
| Uncle Marty     |       |       |       |       |       |       |       |       |       |        |        |        |        |
| Cousin Ben      |       |       |       |       |       |       |       |       |       |        |        |        |        |

Os personagens em negrito estão entre os vinte e cinco principais suspeitos. Os outros são personagens importantes ou que morrem.
     Este personagem permanece vivo neste episódio.
     Este personagem é morto neste episódio.
     Este personagem se revelou o assassino neste episódio.

### Assassinatos
1. 1.º Episódio - Ben Wellington: cabeça cortada pela hélice do navio. (Assassino: Henry Dunn)
2. 1.º Episódio - Marty Dunn: Marty anda sobre uma ponte quando ouve um barulho e a ponte se quebra, e ele fica preso pela metade do corpo. Em seguida, ele ouve alguém debaixo dele e pede ajuda. O som do corte é ouvido e Marty tenta atirar através da ponte, mas não acerta o assassino e é cortado pela metade. (Assassino: John Wakefield)
3. 2.º Episódio - Reverendo Fain: Reverendo Fain, que deveria oficializar o casamento de Henry e de Trish, é pego em uma armadilha ao caminhar pelos bosques, mas enquanto está na armadilha, ele é decapitado. Seu corpo foi achado em um rio no episódio 5 pelo xerife Mills. Henry confessou que decapitou Reverendo Fain no episódio final. (Assassino: Henry Dunn)
4. 2.º Episódio - Kelly Seaver: Kelly é encontrada morta enforcada em sua casa por sua melhor amiga Nikki, com os olhos cheios de tinta vermelha. Além disso, seu pescoço estava rasgado. (Assassino: John Wakefield)
5. 2.º Episódio - Lucy Daramour: Lucy cai em um buraco enquanto procurava Gigi seu cachorro, Wakefield, em seguida, derrama óleo fluido de isqueiro sobre ela, e joga um fósforo aceso. É queimada até a morte. (Assassino: John Wakefield)
6. 3.º Episódio - Hunter Jennings: Hunter está saindo da ilha com uma bolsa de dinheiro, que é revelado ser do tio Marty no episódio 13. Em breve o barco para e ele vai tentar consertar: quando abre a base do barco, vê uma espingarda em sua direção. A espingarda dispara em seu rosto e seu corpo é encontrado no episódio 4. É revelado no episódio 13 que Henry matou Hunter Jennings. (Assassino: Henry Dunn)
7. 4.º Episódio - Joel Booth: Booth morre após atirar em si mesmo acidentalmente com a arma do tio Marty na perna. (Morte Acidental)
8. 5.º Episódio - Thomas Wellington: Durante o ensaio do casamento, Maggie diz para Sr. Wellington que venha mais para cima para acender a vela de união, e então pede para alguém apagar as luzes. Quando Abby desliga a luz, o interruptor ativa um mecanismo que solta uma pá escondida no lustre, fazendo com que caia sobre a cabeça de Thomas e dividi-lo em dois até o pescoço. No episódio 12, Trish descobre (antes de sua morte) que Henry matou seu pai. (Assassino: Henry Dunn)
9. 6.º Episódio - Richard Allen: Richard é empalado por um arpão e puxado para fora da tela. Henry, Abby e Katherine encontram seu corpo amarrado em uma árvore no episódio 8, com o arpão ainda nele. No último episódio, Henry diz a Sully que ele matou Richard. (Assassino: Henry Dunn)
10. 7.º Episódio - Malcolm Ross: Malcolm é esfaqueado e jogado em uma fornalha. Cal depois encontra seu crânio no episódio 8, mas não sabe que o crânio pertence a ele. No último episódio, Henry diz a Sully que ele matou Malcolm. (Assassino: Henry Dunn)
11. 8.º Episódio - Policial Garrett: Ele morre no episódio 8, após ser baleado na cadeia por Wakefield. (Assassino: John Wakefield)
12. 8.º Episódio - Cole Harkin: Cole Harkin foi morto por uma flechada por Wakefield, prendendo-o na cabana. Ele largou a lanterna e o diário, iniciando um incêndio. Como Cole tentou se soltar, ele levou outra flechada, que também foi dada por Wakefield. Seu corpo é queimado pelo fogo que se espalha. (Assassino: John Wakefield)
13. 8.º Episódio - J.D. Dunn: No final do episódio 8, J.D. é encontrado por Abby escondido atrás de alguns barris nas docas, sangrando muito de um ferimento abdominal. Abby pergunta a ele quem fez isso com ele, mas J.D. só diz que os assassinos estão em toda parte antes de morrer. No episódio seguinte, seu corpo é levado para a clínica por Jimmy e Henry. É revelado no final que Henry o matou no cais, e que Abby quase pegou no ato. No episódio 12, Trish descobre (antes de sua morte), que Henry matou J.D. (Assassino: Henry Dunn)
14. 9.º Episódio - Beth Barrington: Após uma longa busca em um sistema de túneis subterrâneos, Danny e Sully encontram um rastro de sangue. O corpo de Beth é descoberto por Danny, seu corpo tinha sido cortado ao meio por Wakefield. Sua metade superior do braço direito foi mostrado, mas a metade inferior do braço esquerdo nunca foi encontrado. (Assassino: John Wakefield)
15. 9.º Episódio - Katherine Wellington: Shane diz a Katherine (que pensou que estava viva) que o grupo tinha encontrado Madison, e então percebe que escorre sangue através da cadeira. Em seguida, é revelado que ela foi esfaqueada nas costas com tesoura de poda. No episódio 10, Shane mostra para Henry o cadáver de Katherine e diz que ela ainda estava quente quando tinha verificado seu pulso, o que significa que ela foi morta há muito pouco tempo. No último episódio, é revelado que Henry matou Katherine enquanto todo mundo estava correndo por aí à procura de Madison. (Assassino: Henry Dunn)
16. 10.° Episódio - Oficial Darryl Riggens: Darryl e Tyra saem do avião e preparam-se para pisar no cais. John Wakefield está com uniforme de um xerife, chega até eles e atira neles. Eles são encontrados mortos mais tarde por Shane antes da explosão na marina. (Assassino: John Wakefield)
17. 10.º Episódio - Oficial Tyra Coulter: Tyra e Darryl saem do avião e preparam-se para pisar no cais. John Wakefield está com uniforme de um xerife, chega até eles e atira neles. Eles são encontrados mortos mais tarde por Shane antes da explosão na marina. (Assassino: John Wakefield)
18. 10.° Episódio - Maggie Krell: Maggie abandona os outros no bar, acreditando ser seguro lá fora. Mais tarde, Madison ouve barulhos no telhado, e o corpo enforcado de Maggie aparece (colocado lá por Wakefield), pendurado na janela do bar. (Assassino: John Wakefield)
19. 10.º Episódio - Xerife Charlie Mills: Xerife Mills está com as mãos amarradas atrás das costas e uma corda amarrada no seu pescoço, amarrado ao seu caminhão. Como ele e Abby têm as suas palavras finais, o xerife diz a Abby que fez um acordo com Wakefield para poupar a vida de Jimmy em troca da sua. Ele é, então, puxado para trás através da janela por John Wakefield, que está dirigindo o caminhão, agarrando o pescoço e o enforcando. (Assassino: John Wakefield)
20. 11.º Episódio - Nikki Bolton: Nikki é a primeira a reagir quando Wakefield invade o Cannery, imediatamente ela vai para atrás do balcão. Ela tenta matá-lo, mas ele consegue esfaquear no estômago com a faca de embarque, e arrasta ela sobre o balcão. (Assassino: John Wakefield)
21. 11.º Episódio - Shane Pierce: Shane tenta lutar com Wakefield com um canivete, distraindo ele para as meninas escaparem através da janela do banheiro do Cannery. Embora ele seja rápido, quase uma vez e Wakefield acerta ele com uma facada, Wakefield é mais rápido e corta o braço de Shane, quando ele tenta atacar novamente. Continuando a luta, Shane está ferido no braço e no estômago, e eventualmente é esfaqueado, e Wakefield pensa que ele está morto. No entanto, quando Wakefield vai atrás das meninas e tenta matar Trish, que segura uma espingarda, Shane retorna e distrai o tempo suficiente para ela escapar. Quando Henry, Danny e Abby retornam para o bar, eles encontram o corpo amarrado a um remo pelos braços e pendurado no teto, como se ele estivesse crucificado. (Assassino: John Wakefield)
22. 11.º Episódio - Policial Patrick Lillis: Seu corpo é encontrado em um banco da igreja, com a garganta cortada. (Assassino: John Wakefield)
23. 11.º Episódio - Cal Vandeusen: Depois de encontrar, resgatar e pedir em casamento a Chloe, Cal descobre que está encurralado por Wakefield. Tentando segurar Wakefield para Chloe poder fugir, ele é esfaqueado no pescoço e seu corpo é jogado da ponte. (Assassino: John Wakefield)
24. 11.º Episódio - Chloe Carter: Poucos momentos depois de ficarem noivos, Cal e Chloe se encontram presos por Wakefield em um beco sem saída no meio de uma ponte. Cal tenta segurar Wakefield para que Chloe possa fugir, mas é esfaqueado e jogado no rio abaixo. Ao invés de tentar fugir, ela nega Wakefield a chance de matá-la e se joga da ponte, dizendo-lhe: "Eu nunca vou ser sua". (Suicídio)
25. 12.º Episódio - Danny Brooks: Danny tenta lutar com Wakefield para que Shea e Madison possam escapar da cadeia da cidade. Apesar de ele lutar muito bem, Wakefield consegue agarrá-lo e empalá-lo através do olho direito por um cabo. (Assassino: John Wakefield)
26. 12.º Episódio - Trish Wellington: Trish está sendo perseguida nos bosques por Wakefield e corre para Henry. Depois de Henry revelar que ele é cúmplice de Wakefield, ela tenta fugir, mas ele a agarra. Atormentando-a, ela tenta se soltar e ele a apunhala na lateral. Ela engasga e morre nos braços do noivo.(Assassino: Henry Dunn)
27. 13.º Episódio - Christopher Sullivan "Sully": Sully está à procura de Trish com Henry quando ele começa a agir diferente. Quando Henry admite ter matado Trish e J.D., Sully na primeira vez pensa que é uma piada de mau gosto, mas logo vê que não passou da verdade. Ainda assim, ele não atira em Henry. Sully tenta matá-lo, mas Henry revela que ele descarregou a arma, e depois vira a arma para bater em torno de Henry. Henry então diz a ele que John Wakefield está atrás dele. Sully diz a Henry "O quão estúpido você acha que eu sou?".  John Wakefield diz " Muito estúpido" e Henry dá uma facada em Sully nas costas, ferindo-o mortalmente, mas antes de morrer Henry diz a ele: "Você nunca deveria ter dado em cima da Trish". (Assassino: Henry Dunn)
28. 13.º Episódio - John Wakefield: Abby é cercada por Henry e Wakefield. Wakefield acredita que Henry vai acabar com ela, mas é traído por seu filho, que dá uma facada no seu peito e diz: "Ela não!". (Assassino: Henry Dunn)
29. 13.º Episódio - Henry Dunn: Henry chega por trás de Abby, quando ela está ajoelhada ao lado de Jimmy no fundo do precipício, e ela dá uma facada nele de surpresa que atravessa seu tórax. As últimas palavras de Henry são: "Abby... eu te amo". (Assassino: Abby Mills)

### Sobreviventes
1. Abby Mills: Abby e Jimmy, são resgatados pela guarda costeira e levados para o continente.
2. Jimmy Mance: Jimmy e Abby, são resgatados pela guarda costeira e levados para o continente.
3. Madison Allen: Madison escapa da ilha com sua mãe em um barco no episódio 13. Mais tarde, ambas estão na delegacia. O Agente pede para Madison esperar Shea lá fora para poder falar reservadamente. Assim que Madison sai da sala, ela diz: "Ele vai lhe dizer que todos estão mortos, não é? ".
4. Shea Allen: Shea e sua filha escapam da ilha em um pequeno barco, deixando os outros para trás. Embora Shea queira ficar para poder ajudar, Sully consegue convencê-la dizendo que a principal prioridade dela é manter Madison segura.
5. Há outros sobreviventes da ilha de Harper citados pelo Agente da FBI como moradores da ilha, como por exemplo a stripper Stacy DeKnight, a médium Karena Fox, o Dr. Ike Campbell, a Julia Mitchell e a Robin Mattews, do jornal Globo de Harper.

## Audiência
A série, no Brasil, fez um sucesso mediano, chegando a estar na vice-liderança por diversas vezes, tendo nas suas quase 3 semanas de exibição fechado com uma média de 7,5 pts de audiência.
| Episódio # | Data que foi ao ar no Brasil | Pontos |
| ---------- | ---------------------------- | ------ |
| 1          | 14 de Setembro de 2009       | 7,0    |
| 2          | 15 de Setembro de 2009       | 7,0    |
| 3          | 16 de Setembro de 2009       | 7,0    |
| 4          | 17 de Setembro de 2009       | 7,0    |
| 5          | 18 de Setembro de 2009       | 6,0    |
| 6          | 21 de Setembro de 2009       | 6,0    |
| 7          | 22 de Setembro de 2009       | 8,0    |
| 8          | 23 de Setembro de 2009       | 8,0    |
| 9          | 24 de Setembro de 2009       | 8,0    |
| 10         | 25 de Setembro de 2009       | 7,0    |
| 11         | 28 de Setembro de 2009       | 8,0    |
| 12         | 29 de Setembro de 2009       | 10,0   |
| 13         | 30 de Setembro de 2009       | 10,5   |

## Em Outros Países
| Páis                      | Rede de Televisão    | Data de Estreia         | Título Regional (quando diferente)   |
| ------------------------- | -------------------- | ----------------------- | ------------------------------------ |
| Argentina                 | A&E                  |                         |                                      |
| Austrália                 | Network Ten          |                         |                                      |
| Bósnia e Herzegovina      | TV1                  | 10 de Fevereiro de 2012 | Otok smrti (A Ilha da Morte)         |
| Brasil                    | A&E e SBT            | 14 de Setembro de 2009  | Harper's Island: O Mistério da Ilha  |
| Bulgária                  | PRO.BG               |                         | Островът на Харпър (Harper's Island) |
| Canadá                    | Global               | 28 de Abril de 2009     |                                      |
| Colômbia                  | A&E                  |                         |                                      |
| Chile                     | A&E                  |                         |                                      |
| Croácia                   | Nova TV              |                         |                                      |
| Dinamarca                 | TV 2                 | 28 de Maio de 2009      |                                      |
| República Dominicana      | A&E                  |                         |                                      |
| Espanha                   | Telecinco            | 1 de Setembro de 2009   |                                      |
| Estados Unidos da América | CBS                  | 29 de abril de 2009     |                                      |
| Finlândia                 | Nelonen              | 3 de Setembro de 2009   |                                      |
| França                    | M6                   |                         |                                      |
| Alemanha                  | Pro Sieben           | 26 de Augusto de 2009   |                                      |
| Grécia                    | Skai TV              | 13 de Setembro de 2009  |                                      |
| Hungria                   | TV2                  | 23 de Setembro de 2009  | A Harper sziget                      |
| Islândia                  | Skjár 1              | 15 de Setembro de 2009  |                                      |
| Irlanda                   | RTÉ Two              | 06 de Junho de 2009     |                                      |
| Itália                    | Rai Due              | 06 de Setembro de 2009  |                                      |
| Lituânia                  | TV3                  | 7 de Julho de 2009      | Harperio sala                        |
| México                    | A&E                  |                         |                                      |
| Nova Zelândia             | C4                   | 14 de Setembro de 2009  |                                      |
| Noruega                   | TV2 Zebra            | 19 de Abril de 2009     |                                      |
| Peru                      | A&E                  |                         |                                      |
| Filipinas                 | Velvet e Studio 23   | 5 de Agosto de 2009     |                                      |
| Polônia                   | n, AXN e TVP 1       | 27 de Abril de 2009     | Wyspa Harpera                        |
| Portugal                  | FOX e TVI e tvseries | 1 de Julho de 2009      | A Ilha                               |
| Rússia                    | TV3 Russia           | Setembro de 2009        | Остров Харпера                       |
| Singapura                 | MediaCorp Channel 5  | 12 de Abril de 2009     |                                      |
| Suécia                    | TV4                  | 29 Junho de 2009        |                                      |
| Turquia                   | DiziMax, Digiturk    | Agosto de 2009          |                                      |
| Reino Unido               | BBC Three e BBC HD   | 6 de Setembro de 2009   |                                      |
| Venezuela                 | A&E                  |                         |                                      |
| Áustria                   | ORF                  |                         |                                      |
| Coreia do Sul             | SCREEN               | 24 de Agosto de 2009    | 하퍼스 아일랜드                      |
| África do Sul             | M-Net Action         | 17 de Setembro de 2009  |                                      |